# Sherlock Holmes Society of London
La Sociedad Sherlock Holmes de Londres es una sociedad literaria e histórica dedicada al estudio y la apreciación del detective ficticio Sherlock Holmes, creado por Sir Arthur Conan Doyle. Fundada en 1951, la sociedad se ha convertido en un punto central para fans, estudiosos y entusiastas de la historia de Holmes.

## Historia
La sociedad se creó poco después de la Segunda Guerra Mundial, motivada por el creciente interés mundial en Holmes y el éxito de otras sociedades similares en Estados Unidos, como los Baker Street Irregulars. Los miembros fundadores incluían estudiosos, escritores de misterio y grandes fanáticos de la literatura de detectives. La sociedad fue oficialmente inaugurada en 1951 con un evento conmemorativo en Londres.

## Actividades
La sociedad organiza reuniones regulares que incluyen conferencias, cenas y recreaciones de escenas de las historias. También publica una revista trimestral llamada The Sherlock Holmes Journal, que contiene artículos académicos, noticias y relatos inspirados.

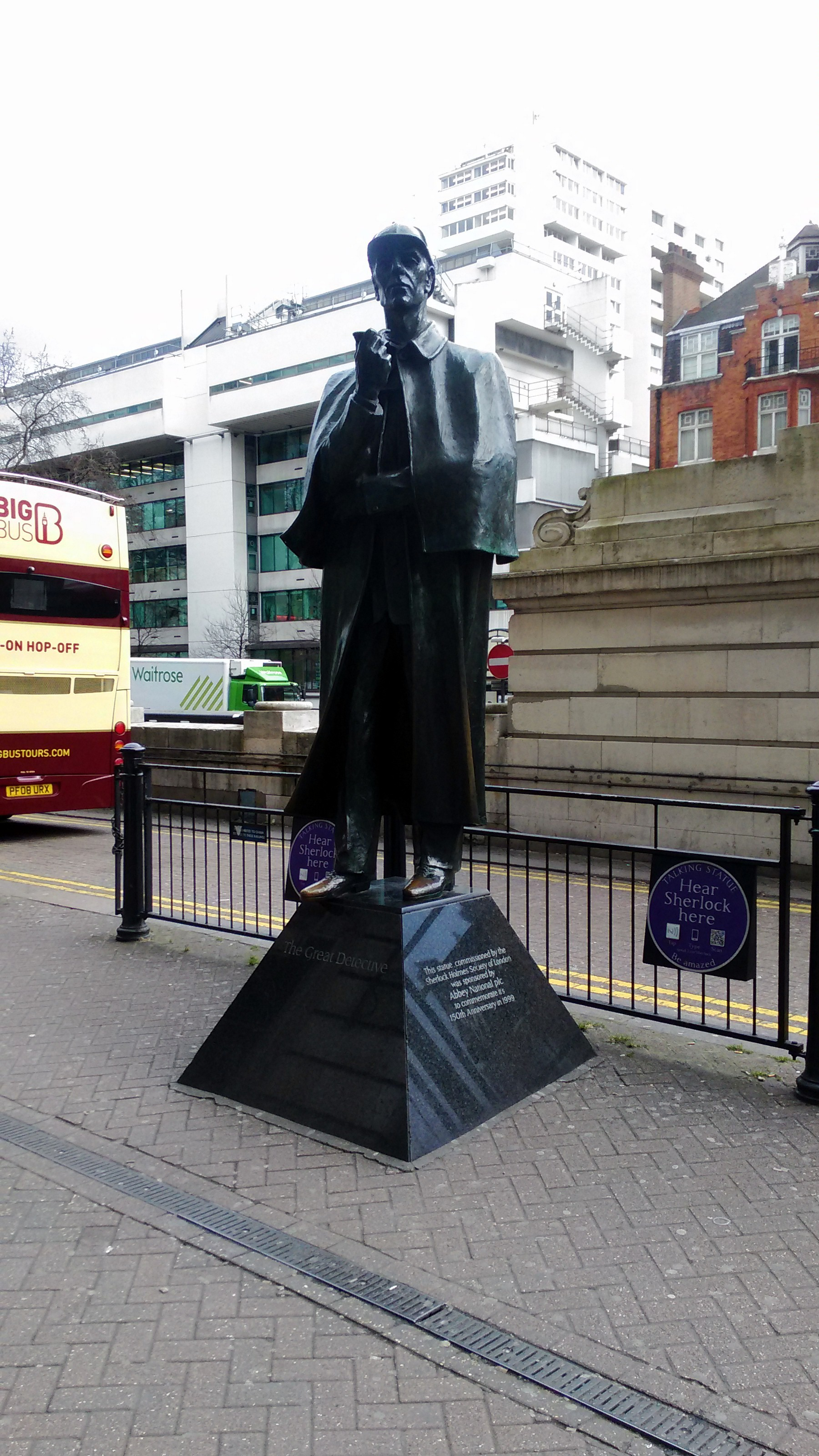
Esta estatua fue construida para el 50º aniversario de la Sociedad Sherlock Holmes de Londres en 1999.

Uno de los eventos más importantes de la sociedad es la peregrinación anual a las Cataratas de Reichenbach en Suiza, donde Holmes enfrentó al famoso Profesor Moriarty en El problema final.

## Publicaciones
Además de la revista, la sociedad produce monografías y ediciones anotadas de las obras de Conan Doyle. Muchas de estas están disponibles para los miembros en su sitio web.

## Legado
La sociedad ha ayudado a mantener vivo el legado de Sherlock Holmes a través de sus eventos, estudios y comunidad global. Su influencia llega a otras sociedades holmesianas en distintos países y ha inspirado un renovado interés en la literatura de detectives tanto en ámbitos académicos como entre fans.